# Elliott Murphy
Elliott James Murphy (nascut el 16 de març de 1949 a Long Island, Nova York) és un compositor i cantantautor de rock, novel·lista, productor i periodista que viu a París

## Biografia
Elliott James Murphy Jr. va nàixer a Nova York el 1949 al si d'una família del món de l'espectacle. La seva mare Josephine era actriu i el seu pare, Elliott Sr., era un empresari artístic molt famós que havia gestionat amb èxit l'espectacle Aquashow que funcionà entre els anys 50 i 60 a l'indret mateix on s'havia fet l'Exposició Internacional de Nova York el 1939.
Elliott es va criar a Garden City amb la seva germana Michelle Murphy (una aquarel·lista famosa) i el seu germà Matthew Murphy (un empresari musical famós). Començà a tocar la guitarra quan tenia 12 anys. El seu grup The Rapscallions va guanyar la Batalla dels Grups de l'Estat de Nova York (New York State Battle of the Bands) el 1966. S'inicià després a l'escriptura de cançons mentre cantava pels carrers d'Europa el 1971 (aparegué a la pel·lícula Roma de Fellini i tornà a Nova York després d'una estada breu a San Francisco per mor de signar un contracte amb Polydor Records que es degué a la seva descoberta pel crític de rock llegendari Paul Nelson. El seu primer àlbum Aquashow (1973) conegué un èxit considerable i es classificà en un gran nombre de llistes "best of" lists d'aquell any i Murphy feu l'objecte de diversos articles a les revistes Rolling Stone, Newsweek i The New Yorker.
El 2008 el batlle del 8è Districte de París va retre homenatge a la carrera d'Elliott Murphy amb una exposició que va durar un mes: "Elliott Murphy - Last of the Rock Stars". Hi figuraven més d'un centenar d'objectes relatius a la seva trajectòria com ara cartells, partitures, fotografies rares, recensions i una carta personal de Federico Fellini. L'exposició va culminar amb un concert que fou enregistrat i apareix al CD/DVD "Alive in Paris" que fou editat l'any següent.

## Discografia i llibres

### Albums i EPs
- Aquashow (1973)
- Lost Generation (1975)
- Night Lights (1976)
- Just a story from America (1977)
- Affairs (1980)
- Murph the surph (1982)
- Party girls / Broken poets (1984)
- Milwaukee (1985)
- Change will come (1987)
- Après le déluge (1987)
- 12 (1990) US re-edition: Unreal City (1993)
- If poets were kings (1992)
- Paris/New York (1993)
- Selling the gold (1995)
- Beauregard (1998)
- Rainy season (2000)
- La terre commune (amb Iain Matthews (2001)
- Soul surfing (2002)
- Soul surfing - the next wave EP (2002)
- Strings of the storm (2003)
- Murphy gets muddy (2005)
- Coming Home Again (2007)
- Notes from the Underground (2008)
- Elliott Murphy Sings Dylan (2009)

### Compilacions
- Diamonds by the yard (1991)
- Going through something - the best of 1982-1991 (1996)
- Never say never - the best of 1995-2003 + live DVD (2005)

### En viu
- Live Hot Point (1991)
- April - a live album (1999)
- The last of the rockstars... and me and you (2001)

### Aparicions convidat
- David Johansen - Here comes the night (1982): guitarra, harmonica
- Rocking Chairs - Freedom Rain (1988): veu i guitarra en Wild Horses
- Rocking Chairs - No sad goodbyes (1989): productor

### Llibres
- Cold and Electric (1989)
- Where the Men are Rich and the Women are Naked (1992)
- The Lion Sleeps Tonight (1992)
- Café Notes (2002)
- Poetic Justice (2006)